# Marie Hackin
Marie Parmentier (Rombas 7 de septiembre de 1905 -24 de febrero de 1941), más conocida por su nombre de casada Marie Hackin, a menudo llamada Ria Hackin, fue una arqueóloga francesa y miembro de la Resistencia durante la Segunda Guerra Mundial.

## Biografía
Maria (tal como figura en la tabla decenal del estado civil del municipio de Rombas) o Ria Parmentier, hija de un empleado de Luxemburgo, nació en el cuando Mosela era alemán. Marie Parmentier estudió arqueología en la École du Louvre de París. En 1923 se casó con el arqueólogo y filólogo Joseph Hackin, director del Museo Guimet, y se convirtió entonces en francesa. Durante un viaje a Oriente Medio a principios de la década de 1920, la pareja conoció al arqueólogo Alfred Foucher (con quien trabajaba su marido) y a su esposa Ena.
En 1937, bajo la dirección de su marido, Marie Hackin dirigió uno de los dos sitios de excavación en Begrâm, en Afganistán. Allí descubrió el tesoro de Begrâm.También realizó un documental sobre los sitios arqueológicos y su región. En 1939, la pareja estaba en Bombay, donde Joseph Hackin se encontraba en una misión.
Ya en julio de 1940, Joseph Hackin telegrafió su apoyo al general De Gaulle. Al llegar a Londres en octubre de 1940, fue responsable de coordinar las relaciones entre varios comités de la Francia Libre en todo el mundo.
Marie Hackin se unió a la Francia Libre, con el grado de segundo teniente, el 26 de diciembre de 1940. Fue asistente de Simonne Mathieu y ayudó a organizar el cuerpo de mujeres de la Francia Libre, el Cuerpo de Voluntarios Franceses.
El general De Gaulle había nombrado a Joseph Hackin “delegado de la Francia Libre” en la India y ella fue designada para partir con él. Los Hackins se embarcaron en el carguero Jonathan Holt en février 1941. El carguero de Liverpool fue torpedeado frente a las Islas Feroe. Marie Hackin y su marido desaparecieron el mismo día en el naufragio, 24 de febrero de 1941.
Oficial de las Fuerzas Francesas Libres, participó en la organización del Cuerpo de Voluntarios Franceses en el seno de la Francia Libre. Desaparecida en alta mar tras un torpedeo, fue nombrada póstumamente Compañera de la Liberación y recibió la Cruz de Guerra de 1939-1945 con honores.
Entre las 1038 persona distinguidas como Compañeros de la Liberación, sólo seis mujeres fueron premiadas. Marie Hackin es la primera de estas seis mujeres.

## Obras
- Investigación arqueológica en Begram : obra n° 2 (1937), con J. Hackin, París, Ediciones de Arte e Historia, 1939, 2 vols., 141 p.
- (en alemán) Líder del altar mayor budista y de las estatuas colosales. Edición alemana completa, con Joseph Hackin, París, Les Éditions d’art et d’histoire, 1939, 68 p.
- Leyendas y costumbres afganas, con Ahmad Ali Kohzad, publicaciones del Museo Guimet, Presses universitaires de France, 1953 (póstumo), 204 p.
- Nueva investigación arqueológica en Begram : ex Kapici : 1939-1940, con J. Hackin (ed.) y otros., París, University Press, 1954, 2 vols., 357 p.

## Homenajes y distinciones
Ella es reconocida como que" Murió por Francia ».

### Condecoraciones
- Compagnon de la Libération à titre posthume par décret du 13 mai 1941.
- Croix de guerre 1939–1945, palme de bronze.
- Médaille commémorative française de la guerre 1939–1945.

### Otros homenajes
- Calle Joseph-et-Marie-Hackin, en el 16 16 distrito de París .
- "Joseph y Ria Hackin, una pareja de origen luxemburgués al servicio de las artes asiáticas y de Francia", exposición organizada en el marco del acuerdo cultural franco-luxemburgués, realizada con la ayuda del Museo Guimet, exposición del 11 de noviembre de 1987 al 3 de enero de 1988 en el Museo Nacional de Historia y Arte de Luxemburgo.